# 운요호 사건
운요호 사건(雲揚號事件, 영어: Un'yō incident, 1875년 9월 20일(고종 12년, 음력 8월 21일)) 또는 강화도 사건(江華島事件, 영어: Ganghwa Island incident)은 통상조약 체결을 위해 일본 군함 운요호가 불법으로 강화도에 들어와 측량을 구실로 조선 정부의 동태를 살피다, 조선 수비대와 전투를 벌인 사건이다.

## 배경
일본은 1868년 메이지 유신을 통해 안으로 중앙집권화와 근대화를 단행하고, 밖으로는 침략전쟁을 벌여 부국강병을 모색했다. 이러던 중 일본은 이웃나라 조선에서 통상 수교 거부 정책을 펴던 흥선 대원군이 1873년 11월 권력에서 물러나게 되자, 조선을 개항시킬 기회를 포착하였다. 이전부터 조선이 문호개방에 미온적인 태도를 보였기에, 이번엔 무력시위로 군함 5척을 조선 연해에 파견하기로 결정하였다. 1875년 9월(고종 12년) 일본 정부는 군함 운요호와 다른 한 척을 부산항에 정박시켜 함포 시위를 하고, 곧이어 동해 영흥만에 운요호를 북상시켜 해로측량과 무력시위를 벌였다.

## 발생
9월 20일(음력 8월 21일) 서해 강화도 동남쪽 난지도 부근에 정박하고 식수를 구한다는 구실로 보트에 군인을 분승시켜 연안을 정탐하면서 강화도의 초지진 포대까지 접근하였다. 조선군의 접근하지 말라는 경고에도 불구하고 불법 접근한 일본군에게 조선의 초지진 포대에서 포격을 가하였다. 이에 운요호 함장 이노우에 요시카 소좌는 일단 모함인 운요호로 돌아와 운요호 그 자체로 응전하기로 결심한다. 그 다음날 운요호는 초지진에 접근해 전날 발생한 조선군의 포격 의도를 물으려 하였으나 다시 포격을 당하자 초지진에 맹렬한 포격을 가하였다고 일본 측에서 주장하였다. 그러나 운요호 함장 이노우에 요시카가 남긴 기록에 따르면, 전날 조선군의 포격에 대한 보복 공격을 가하기 위해 초지진에 접근하여 운요호가 선제 발포했다.
포의 성능이나 포술이 우세인 일본군은 초지진을 파괴하고, 영종진에도 맹포격을 가하면서 육전대(陸戰隊)까지 상륙시켜 살인·방화·약탈을 자행하였다. 일본은 한편으로 부산에 전함을 파견하고 병사를 상륙시켜 함포외교를 계획했다.
조선군은 전사자 35명, 포로 16명을 내고, 대포 35문, 화승총 130여 정과 무수한 군기 등을 약탈당하였으며, 일본군은 단지 2명의 경상자만 냈을 뿐이었다. 그럼에도 일본은 포격전의 책임을 조선에 돌렸으며, 아울러 무력을 배경으로 개항을 요구하였다.

### 강화도 조약
1876년(고종 13년) 일본은 전권대사를 조선에 파견하여 운요호 포격에 대한 힐문(詰問)과 개항을 요구했다. 그해 2월에 일본은 구로다 기요타카를 전권대사로 파견하여 사신 일행이 군함 5척으로 강화도에 이르러 조선 정부에 담판을 요구하여 왔다. 조선 정부에서는 중신회담을 거듭한 끝에, 국제 관계의 대세에 따라 수호조약 체결 교섭에 응하기로 하고, 전권대신(판중추부사 신헌)을 강화도에 파견하여 1876년 2월 27일(음력 2월 3일) 조선·일본 양국 사이에 강화도 조약을 조인하게 되었다.

## 운요호
운요호(雲揚, 운양)는 원래 조슈번이 영국에서 구매한 배로, 메이지 유신 이후 1871년(메이지 4년3) 5월 일본제국 해군에 편입된 일본제국 해군의 포함(砲艦)이다.

### 역사

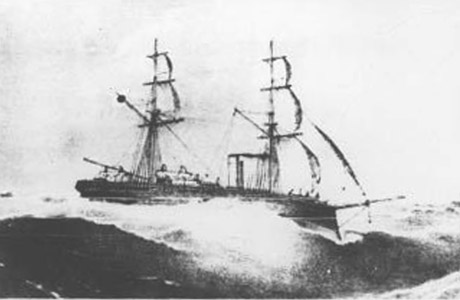
운요호의 그림

운요호는 조슈번(長州藩, 현재의 하기시 야마구치(山口·산구)번 혹은 하기번(萩藩)이라고도 칭함)의 군함으로 1868년 스코틀랜드의 애버딘에서 건조되었다. 양현에 모리가의 문장이 있었다고 전해지며 1871년(메이지 4년) 5월 판적봉환의 일환으로 일본제국에 헌납되었다.
사가의 난과 대만 침공에 종군하였으며 1875년(메이지 8년) 해군차관의 명령에 따라 함장인 이노우에 요시카 소좌는 조선군 강화도 포대에 대한 도발을 개시하여 강화도 사건이 발발하게 된다. 1886년(메이지 19년) 10월 31일 기슈오타우라(紀州阿田浦)에 좌초되어 침몰되었다.

### 구조·제원
- 선체: 목조 쌍돛대 기범선
- 배수량: 245톤
- 전장: 35.7m
- 전폭: 7.2m
- 흘수: 2.3m
- 주기: 2기통 왕복동기관 106마력, 1축추진
- 무장: 160mm 전장포 1문, 140mm포 1문

## 같이 보기
- 신미양요: 4년 전인 1871년에 같은 강화도에서 일어난 전투이다. 4년 전의 신미양요 때 온 미국의 부대도 일본 나가사키에서 온 상륙부대였다.
- 강화도 조약: 운요호 사건을 구실로 일본이 조선과 맺은 불평등 조약이다.

## 참고 자료
- 이 문서에는 다음커뮤니케이션(현 카카오)에서 GFDL 또는 CC-SA 라이선스로 배포한 글로벌 세계대백과사전의 〈국제무대에의 진출〉 항목을 기초로 작성된 글이 포함되어 있습니다.